# Пиаш (Монсан)
Пиаш (порт. Pias) — район (фрегезия) в Португалии, входит в округ Виана-ду-Каштелу. Является составной частью муниципалитета Монсан. По старому административному делению входил в провинцию Минью. Входит в экономико-статистический субрегион Минью-Лима, который входит в Северный регион. Население составляет 944 человека на 2001 год. Занимает площадь 10,04 км².
Покровителем района считается Иаков Зеведеев (порт. Santiago).